# Bernardo García Wilson
Bernardo García Wilson (Chile) es un rugbista chileno que juega en Universidad Católica, club con el cual se ha coronado campeón en varias ocasiones. Fue elegido el Mejor deportista del año 2009 CDUC

## Vida
García ha capitaneado la selección de rugby de Chile y fue el primero en liderar un conjunto de su país a la Copa del Mundo de Rugby 7.
Estudió agronomía en la Universidad Santo Tomás. Tiene un Diplomado en Gestión de Empresas, en la Pontificia Universidad Católica de Chile, en el 2002.

### Actividad deportiva[3]
- Seleccionado Nacional, Club Deportivo Universidad Católica y Selección Nacional de Chile, 1989 a 2009.
- Participación en los torneos Sudamericanos y eliminatorias mundialistas.
- Seleccionado Sudamérica XV, 1995.
- Seleccionado equipo “Resto del Mundo”, 1999.
- Mejor Deportista de la Rama de Rugby, Club Deportivo Universidad Católica; 1993, 1996, 2000 y 2009.
- Mejor deportista del Club Deportivo Universidad Católica, 2009.
- Capitán del equipo mundialista modalidad “Seven a Side”, Mundial de Mar Del Plata, Argentina 2001.
- Capitán, Primer equipo Rugby CDUC y Selección Nacional Rugby XV y Rugby 7.
- Mejor Técnico del Club Deportivo Universidad Católica, 2019.
- Miembro staff de entrenadores, 1er Equipo Adulto de Rugby, Club Deportivo UC, 2012 a la fecha.
- Miembro staff de entrenadores, Selección Nacional de Rugby de Chile, adulta, 2016.